# Vizcondado de Laguna de Contreras
El vizcondado de Laguna de Contreras es un título nobiliario español otorgado el 7 de noviembre de 1642 por el rey Felipe IV, con la primitiva denominación de «vizcondado de La Laguna», en favor de Luis Jerónimo de Contreras y Velázquez de Cuéllar, como previo al de conde de Cobatillas.
Su nombre hace referencia al municipio español de Laguna de Contreras, en la provincia de Segovia, comunidad autónoma de Castilla y León.

## Vizcondes de Laguna de Contreras
|                        | Titular                                           | Periodo                | Casa              |
| Creación por Felipe IV | Creación por Felipe IV                            | Creación por Felipe IV |                   |
| ---------------------- | ------------------------------------------------- | ---------------------- | ----------------- |
| I                      | Luis Jerónimo de Contreras y Velázquez de Cuéllar | 1642-1661              | Casa de Contreras |

## Historia de los Vizcondes de Laguna de Contreras
- Luis Jerónimo de Contreras y Velázquez de Cuéllar (n. 1600), I vizconde de Laguna de Contreras, I conde de Cobatillas, caballero de la Orden de Santiago, capitán del Regimiento del Príncipe, regidor de Segovia, corregidor de Madrid, procurador en Cortes por la ciudad de Segovia y miembro del Consejo de Hacienda.

1. Casado con Victoria de Villarroel y Peralta (n. 1620)

## Nota
Al ser un vizcondado previo no puede considerarse un título nobiliario, ya que nunca fue tenido como tal. Su concesión fue un puro trámite administrativo que se extinguió al otorgarse el título de conde de Cobatillas.